# Isselappen
Isselappen eller parietallappen er et strukturelt område i hjernen – en af fire hjernelapper. Den er lokaliseret øverst i hjernen bag pandelappen (frontallappen) og oven over tindingelappen (temporallappen). Den indeholder funktioner for sensorisk perception (evnen til at føle) og sprogforståelse (Wernickes område).

## Parietal kortex
Parietal kortex (isselappens bark) er den del af hjernebarken, der er placeret under issen bag frontal kortex og foran occipital kortex.
| Anatomi | Spire Denne artikel om anatomi er en spire som bør udbygges. Du er velkommen til at hjælpe Wikipedia ved at udvide den. |